# Вероніка весняна
Вероніка весняна (Veronica verna) — вид трав'янистих рослин родини подорожникові (Plantaginaceae), поширений у Марокко, Європі, центральній Азії.

## Опис
Однорічна або дворічна рослина 5–15(25) см заввишки. Стебла прямостійні; волоски білі й вигнуті. Листки рано опадають, нижні короткочерешкові, середні сидячі, листова пластинка яйцеподібна, перистонадрізана, 5–12 × 4–7 мм. Суцвіття термінальні і пахвові, витягнуті, багато квітучі, залозисті чи щетинисті. Приквітки чергові, нижчі ланцетні й лопатеві, верхні лінійні й цілі. Чашечка 4-дольна; долі вузьколанцетні, 3-жильні. Віночок від блакитно-синього до синьо-фіолетового, приблизно 3 мм в діаметрі, майже вдвічі менше чашечки. Тичинки коротші ніж віночок. Коробочка з клиноподібною основою, стовпчик ледь видається або не видається з виїмки коробочки. Насіння ≈8 на капсулу, сплюснуті, опуклі з обох сторін, 0.7–0.9 X 0.5–0.7 мм, гладке. 2n = 16.

## Поширення
Поширений у Марокко, Європі, центральній Азії.
В Україні вид зростає на полях, сухих луках, кам'янистих схилах — майже на всій території, але в Закарпатті (Рахівський р-н, с. Росішка), рідко; відсутня у високогір'ї Карпат. Бур'ян.